# Copelatus luzonicus
Copelatus luzonicus är en skalbaggsart som beskrevs av Guignot 1952. Copelatus luzonicus ingår i släktet Copelatus och familjen dykare. Inga underarter finns listade i Catalogue of Life.